# Claude Bristol
Claude M. Bristol (* 1891; † 1951) war ein US-amerikanischer Journalist und Autor von Sachbüchern.

## Leben
Bristol arbeitete während des Ersten Weltkriegs als Journalist für die amerikanische Soldatenzeitung The Stars and Stripes. Später nahm er Stellungen als Polizeireporter und Berichterstatter für Religions- und Kirchenfragen an.
1948 erlangte Bristol in den USA einen großen Erfolg mit dem Buch The Magic of Believing, mit dem er den aus dem Zweiten Weltkrieg heimgekehrten US-Soldaten Mut und Inspiration für eine Wiedereingliederung geben wollte. Das Buch wurde zu einem Klassiker der Ratgeberliteratur. Norman Vincent Peale urteilte, das Buch wäre „eines der insprierendsten und motivierendsten Bücher, die jemals in den Vereinigten Staaten geschrieben wurden.“

## Werke (deutsche Fassungen)
- Du erreichst Dein Ziel. Übersetzt von. Curt Crone. Gütersloh 1955
- Die Macht des Glaubens. Wirksame Techniken, um seine Ziele zu erreichen. Übertragen und bearbeitet von Volker M. Zotz. München 1987 (ISBN 3-8138-0067-9)
- Die Kraft des Mentaltrainings. (mit Harold Sherman). Übertragen und bearbeitet von Manfred G. Schmidt. München: Verlag Peter Erd 1990 (ISBN 3-8138-0176-4)
- Entdecke Deine mentalen Kräfte. Übertragen und bearbeitet von Volker H. M. Zotz. München 1993 (ISBN 3-8138-0161-6)